# Mansoor Ahmed
Mansoor Ahmed (Ravalpindi, 1968. január 7. – 2018. május 12.) olimpiai bronzérmes pakisztáni gyeplabdázó.

## Pályafutása
1986 és 2000 között kapusként szerepelt a pakisztáni válogatottban. 338 mérkőzésen szerepelt és a csapat kapitánya is volt. Tagja volt az 1992-es barcelonai olimpián bronzérmet szerző csapatnak. Részt vett még az 1988-as szöuli és az 1996-os atlantai olimpián is.

## Sikerei, díjai
- Olimpiai játékok
  - bronzérmes: 1992, Barcelona